# Лесун Олександр Леонідович
Олександр Леонідович Лесун (рос. Александр Леонидович Лесун, нар. 1 липня 1988, Борисов, Білорусь) — російський п'ятиборець, олімпійський чемпіон 2016 року.

## Виступи на Олімпіадах
| Олімпіада           | Дисципліна     | Місце |
| ------------------- | -------------- | ----- |
| Лондон 2012         | особиста гонка | 4     |
| Ріо-де-Жанейро 2016 | особиста гонка | 1     |

## Державні нагороди
- Орден Дружби (25 серпня 2016 року) — за високі спортивні досягнення на Іграх XXXI Олімпіади 2016 року в місті Ріо-де-Жанейро (Бразилія), виявлені волю до перемоги та цілеспрямованість[1].

## Зовнішні посилання
- Олександр Лесун — олімпійська статистика на сайті Sports-Reference.com (англ.) (архівна версія)